# Joc problemă

Tangram

Jocurile problemă (enigmă sau uneori puzzle) sunt jocuri ce pun la încercare logica, perspicacitatea, ingeniozitatea, perseverența și răbdarea celui ce încearcă să le rezolve. Jocurile problemă sunt adesea prezentate sub forma unor obiecte fizice ("jucării").

## Tipuri de jocuri problemă

### Construcție
Din această categorie fac parte cele mai vechi jocuri. Scopul jocului este de a asambla toate piesele pentru a forma un obiect, o imagine sau pur și simplu pentru a umple un spațiu dat. Primul joc de acest tip a fost realizat în 1760 de către un britanic, John Spilsbury. Cel mai popular este jocul de tip puzzle (engleză jigsaw puzzle, puzzle-decupaj) și constă în reconstituirea unei imagini tăiate în bucăți. De asemenea, între cele mai populare jocuri din această categorie se afla așa-numitul "Tangram" ce constă în șapte piese (cinci triunghiuri dreptunghice isoscele, un pătrat și un paralelogram) ce trebuiesc compuse pentru a forma un pătrat sau o altă figură dată.

### Desfacere
Scopul este eliminarea unui element din cadrul jocului, prin desfacerea altora. Jocurile din această categorie sunt de obicei foarte complicate. În majoritatea cazurilor, piesele au elemente interne care nu se pot vedea și care blochează jocul (obiectul) din a fi desfăcut prin "metode obișnuite". Un exemplu clasic este "Tunul și ghiuleaua" și constă în eliminarea ghiulelei ce pare a fi blocată pe țeava tunului, în vârf. Este cunoscut și sub numele de Arabi Gun. De asemenea, alte jocuri din această categorie constau în descoperirea unor compartimente ascunse. Majoritatea jocurilor de acest tip fac parte din cultura asiatică (Japonia și China).

### Interconectare
Pentru început le desfaci, apoi le recompui. Jocurile din această categorie (majoritatea construite din lemn) sunt de forme geometrice simetrice, uneori extrem de complexe și plăcerea masochistă este recompunerea lor la forma inițială. Cel mai popular este jocul de "Șase piese" care are mai multe variante. Stewart Coffin și Bill Cutler sunt doi dintre cei mai cunoscuți arhitecți ai acestor jocuri. Totuși, cele mai deosebite forme nu sunt cele geometrice, ci cele concepute cu precădere în Japonia, sub formă de animale, sau corpuri zburătoare.

### Descâlcire, descurcare
Obiectivul jocului e să eliberezi (elimini) o piesă din el. De obicei e vorba de un inel sau o altă formă inchisă (ciclică). Majoritatea sunt construite din sârmă (metal) sau sfoară, eventual combinate cu elemente din lemn sau sticlă. Unul dintre cele mai cunoscute jocuri de acest tip conține un postament, câteva sfori cu bile din lemn la capete și un inel (de obicei metalic). Scopul este eliminarea inelului. Rezultatul este dificil de obținut, mai ales că incurcarea sforilor poate face jocul și mai greu (chiar de adus în starea inițială).

### Dexteritate
Majoritatea jocurilor din această categorie folosesc o bilă ce necesită adusă într-un anumit punct, sau introdusă în anumite perforații, trecând prin diferite ipostaze, mișcând prin înclinare sau lovire tabla de joc. Evident, bila nu trebuie să părăsească sau să cadă de pe parcursul ei. De obicei, aceste labirinturi sunt inchise în cutiuțe de lemn sau plastic și sunt foarte răspândite.

### Mișcări secvențiale

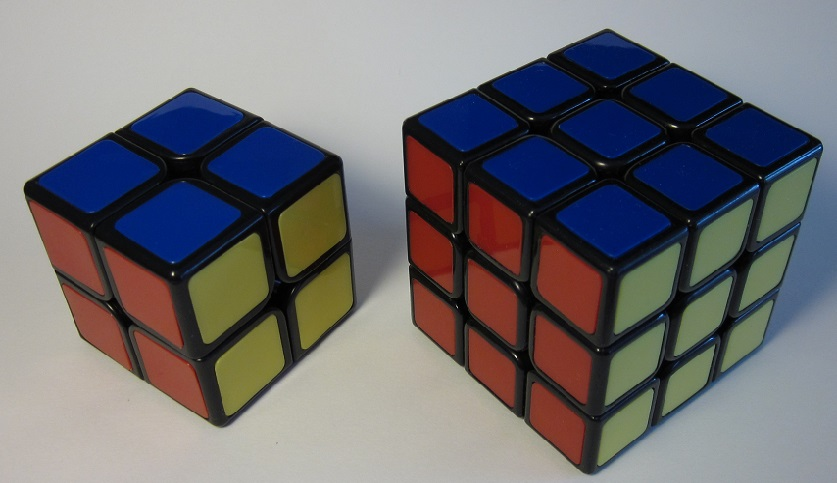
Mini cub 2x2x2 și cub Rubik 3x3x3

Jocurile de acest tip sunt jocurile în care piesele trebuiesc mutate (de obicei prin alunecare, fără a părăsi "spațiul de joc") pentru a forma imagini sau cuvinte precum și cunoscutele Cuburi Rubik, Soma etc.

### Geometrice

Puzzle geometric

Acestea sunt paradoxuri geometrice care constau în rearanjarea pieselor (plane) sub aceeași formă, dar în poziții diferite, ducând la dispariția unei zone din forma finală față de cea inițială. De asemenea, un joc popular din această categorie, cunoscut din 1986, constă într-un desen cu treisprezece personaje, care după o ușoară rearanjare a pieselor desenate duc la dispariția unuia dintre personaje (Get Off the Earth sau The Vanishing Leprechaun).

### Vase sparte
Sunt cele mai vechi jocuri de acest gen. Multe aparțin Fenicienilor (zona Turcia de azi), fiind cei mai "talentați" în acest domeniu. Problema constă în a bea lichide din aceste vase fără a vărsa conținutul, ele fiind pline de perforații, atât în zona "gâtului" cat și pe "corpul" sau mânerul lor. De obicei există o perforație prin care lichidul se bea, acoperindu-le pe celelalte cu degetele. De cele mai multe ori, lichidul se bea printr-o perforație aflată pe mâner, sau pe corpul vaselor. Fiind de obicei vechi, aceste jocuri au o mare valoare întrucât evidențiază măiestria celor ce au lucrat aceste vase de lut.

### Împachetare
Jocurile de acest tip sunt reprezentate de ilustrații pe o suprafață plană (de obicei hârtie sau carton) urmând a fi îndoită în diverse moduri pentru a "construi" diferite imagini. O hartă pliantă poate fi un exemplu, atât timp cât desenele realizate prin "unirea" străzilor pe liniile de îndoire pot compune o imagine. Jocul tip origami nu se încadrează în această categorie.

### Compoziții imposibile
Deși nu sunt practic niște jocuri, aceste "jucării" pun la încercare privitorul care își pune întrebarea tipică oricărui truc de magie: "Cum au făcut asta?!". Una dintre cele mai vechi și poate cea mai cunoscută compoziție de acest tip este "Corabia în sticlă". Harry Eng (citește despre) este un cunoscut "magician" care a împins această practică la extrem, folosindu-se de pachete de cărți de joc, mingi de tenis sau chiar pantofi sport pentru a le introduce în interiorul sticlelor. Jeff Scanlan este cel care îi continuă astăzi arta.